# Laeckermolen
De Laeckermolen is een in 1818 gebouwde poldermolen, gelegen in de Lakerpolder bij Warmond in de gemeente Teylingen (Provincie Zuid-Holland). De Lakerpolder is een eiland in de Kagerplassen.
De molen was eigendom van het Waterschap de Lakerpolder. Toen dit waterschap op 1 januari 1979 opging in het fusiewaterschap De Oude Veenen bood deze laatste de molen op 15 maart 1979 te koop aan. De molen werd gekocht door een particulier. Sinds 2013 is de molen eigendom van de Rijnlandse Molenstichting. De molen is niet bewoond - en is daarvoor ook te klein.
Op de molen staat: ANNO 1632 De Laeck. Dit jaartal slaat niet op de oprichting van de molen, maar op de oprichting van de polder. In 1830 werd hij verbouwd waarbij hij zijn huidige vorm kreeg. Mogelijk vond rond 1950-51 een restauratie plaats ter waarde van ca. f 2870,-. In 1981 vond wederom een restauratie plaats; de molen was toen nog de enige bemalingsinstallatie in de Lakerpolder. De bovenas en roede werden vernieuwd voor ca. f 50.000. Tegenwoordig staat op enkele meters afstand een kleinere Amerikaanse windmolen en draait de Laeckermolen zelf niet meer. Om vandalisme door watersporters en andere bezoekers van het eiland te ontmoedigen hangt op de molen een bord met het gedicht: "Zie mij malen - Zie mij pralen, In dit meergebied, bij regen en zonnestralen, Ach vriend, schendt mij niet." Dit bord hangt er ten minste al sinds 1971.
De molen heeft de status rijksmonument, nr. 38309.

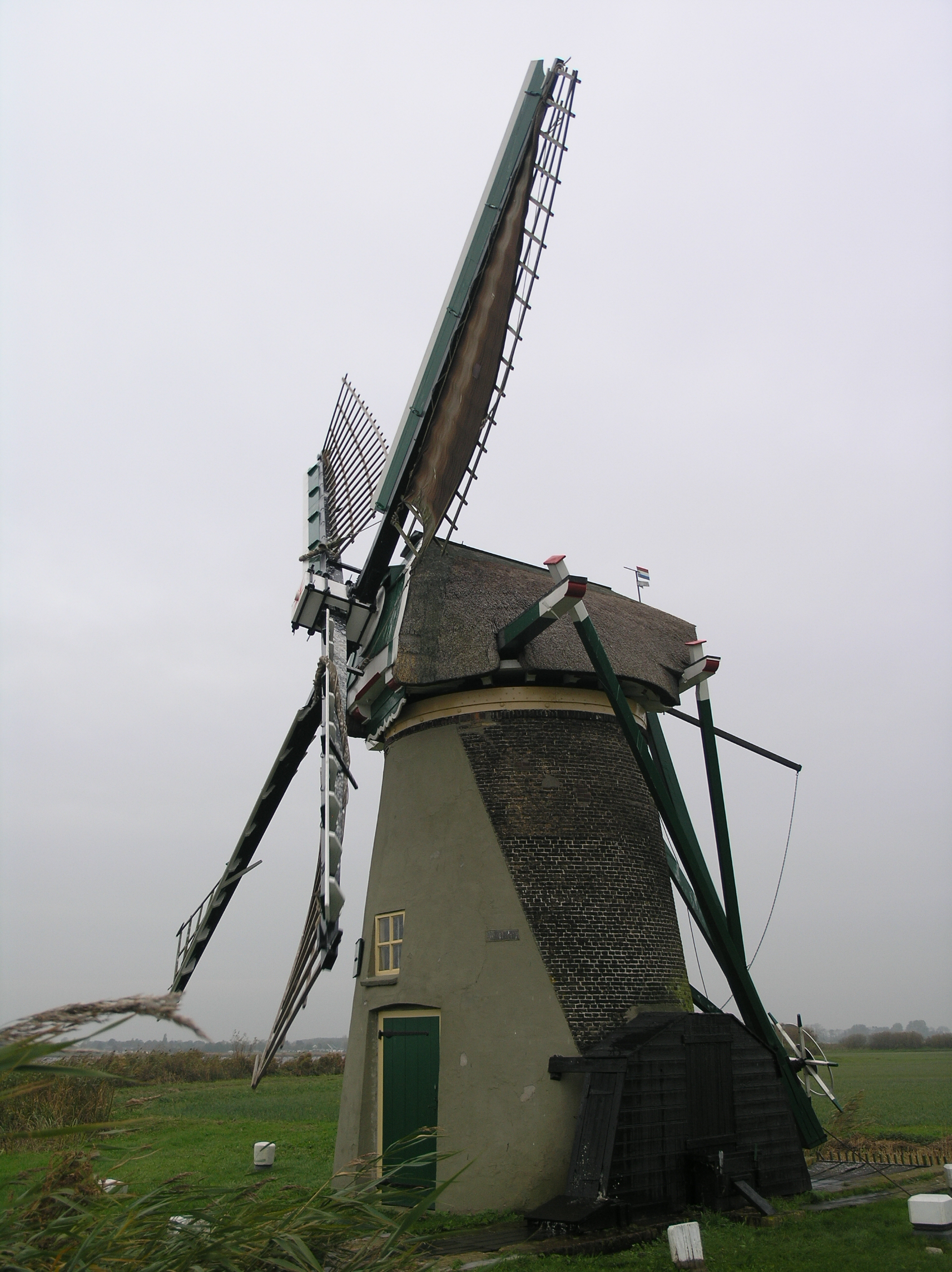
De Laeckermolen in 2007